# Fredericia Dagblad
Fredericia Dagblad er en dansk avis, der udgives fra Fredericia. Avisen udkommer mandag-søndag i 4.494 eksemplarer.
Avisen blev grundlagt i 1881. Den har siden 2015 været ejet af Jysk Fynske Medier, der også udgiver Vejle Amts Folkeblad.